# Pedicularis amoena
Pedicularis amoena är en snyltrotsväxtart som beskrevs av Johannes Michael Friedrich Adam och Christian von Steven. Pedicularis amoena ingår i släktet spiror, och familjen snyltrotsväxter. Inga underarter finns listade i Catalogue of Life.